# Alice Bauer
Alice Bauer (* 20. August 1988 in Lemgo) ist eine deutsche Schauspielerin, Synchronsprecherin sowie
Hörspielsprecherin.

## Leben
Alice Bauer besuchte von 2010 bis 2013 die Schauspielschule Charlottenburg. Erste Schauspielerfahrungen sammelte sie ab 2009 mit diversen Kurzfilm-Projekten, nach ihrer Schauspielausbildung folgten ab 2013 erste Theaterengagements. Bauer spielte die Hauptrollen in Alice im Wunderland (als Alice) im Theatersommer Netzeband und in Die kleine Meerjungfrau (als Meerjungfrau) bei der Tournee des Theaters Liberi. 2015 war Alice Bauer im Theater Strahl Berlin in The Working Dead (als Thamara) zu sehen. Das Stück erhielt indes den Ikarus 2015 für herausragende Theaterinszenierungen für Kinder und Jugendliche.
Neben ihrer Tätigkeit als Schauspielerin für Film- und Theaterproduktionen ist Bauer auch als Synchronsprecherin aktiv. In der australischen Comedyserie Angry Boys sprach sie Chloé und in Der Fall Phil Spector Maggie. Bauer synchronisierte auch die chinesische Schauspielerin Jingchu Zhang in Mission: Impossible – Rogue Nation (als Lauren). 2015 lieh sie Valerie in Wet Hot American Summer, Lorilee Rohr in Teen Wolf und Fiona in Heroes Reborn ihre Stimme. In der Anime-Serie Sankarea spricht sie Mero Furuya und in The Art of More – Tödliche Gier Sanaa.

## Synchronrollen (Auswahl)
Joey King
- 2018: The Kissing Booth als Elle
- 2020: The Kissing Booth 2 als Elle
- 2021: The Kissing Booth 3 als Elle
- 2022: The Princess als Die Prinzessin

Ana de Armas
- 2021: Keine Zeit zu sterben als Agent Paloma
- 2022: The Gray Man als Dani Miranda
- 2023: Ghosted als Sadie Rogers

Zazie Beetz
- 2017: Geostorm als Dana
- 2022: Die Gangster Gang (The Bad Guys) als Diane Foxington/Karminpfote

Jessica Parker Kennedy
- 2018–2019, 2021–2023: The Flash als Nora West-Allen/XS
- 2018: Supergirl als Nora West-Allen

Lupita Nyong’o
- 2018: Black Panther als Nakia
- 2022: Black Panther: Wakanda Forever als Nakia

### Filme
- 2015: Für Whitney Vance in Wet Hot American Summer als Valerie
- 2015: Für Jingchu Zhang in Mission: Impossible – Rogue Nation als Lauren
- 2016: Für Greta Lee in Money Monster als Amy Lee
- 2018: Für Hera Hilmar in Mortal Engines: Krieg der Städte als Hester Shaw
- 2019: Für Jennifer Stone in Die Tochter des Weihnachtsmanns als Cassie Claus
- 2019: Für Midori Francis in Good Boys als Lily
- 2019: Für Stephanie Sy in Christmas at the Plaza – Verliebt in New York als Desiree
- 2019: Für Ljubow Pawlowna Aksjonowa in Coma als Fly
- 2020: Für Ella Balinska in 3 Engel für Charlie als Jane Kano
- 2022: Für Justina Machado in Ice Age – Die Abenteuer von Buck Wild als Zee
- 2022: Für Sosie Bacon in Smile – Siehst du es auch? als Dr. Rose Cotter
- 2023: Für Shaunette Renée Wilson in Indiana Jones und das Rad des Schicksals als Mason
- 2023: Für Olivia Thirlby in Oppenheimer als Lilli Hornig
- 2023: Für Amanda Collin in King’s Land als Ann Barbara
- 2024: Für Kiernan Shipka in Twisters als Addy
- 2024: Für Daniela Melchior in Roadhouse als Elisabeth 'Ellie' Eames
- 2024: Für Zosia Mamet in Madame Web als Amaria
- 2024: Für Emmy Raver-Lampman in The Beekeeper als FBI-Agentin Verona Parker

### Serien
- 2014–2015: Für Nikki Gould in Degrassi: The Next Generation als Grace Cardinal
- 2015: Für Yuka Iguchi in Sankarea als Mero Furuya
- 2015: Shimoneta – A Boring World Where the Concept of Dirty Jokes Doesn't Exist – als Ayame Kajō
- 2015–2016: Für Lake Bell in BoJack Horseman als Chloe
- 2016–2017: Für Byrdie Bell in Odd Mom Out als Simone Locker
- 2017: Für Miriam Dossena in Alex & Co. als Clio Pinto
- 2017–2018: Für Kari Wahlgren in Bunsen ist ein Biest als Amanda Killman
- 2017–2020: Für Sara Vickers in Der junge Inspektor Morse als Joan Thursday
- 2017–2021: Für Alba Flores in Haus des Geldes als Nairobi
- 2018: Für Maggie Blue O’Hara in Ninjago (vertretend) als Ultra Violet
- 2018–2023: Für Camila Mendes in Riverdale als Veronica Lodge
- 2018–2020: Für Eline Powell in Mysterious Mermaids als Ryn
- 2019: Für Samantha Cole in V-Wars als Teresa Tangorra
- 2019–2025: Für Peyton List in Cobra Kai als Tory Nichols
- 2020: Für Melissa Tang in Hawaii Five-0
- 2020: Für Sayaka Senbongi in Beastars als Haru
- 2020: Für Chelsea Tavares in Navy CIS als Ramona Whistler
- seit 2020: Für Mikako Komatsu in Jujutsu Kaisen als Maki Zen'in
- 2021: Für Carolina Miranda in Wer hat Sara ermordet? als Elisa Lazcano
- 2021: Für Ella Purnell in Arcane als Jinx
- 2022: Für Valentina Zenere in Élite als Isadora
- 2022: Für Brynna Drummond in Ninjago als Antonia (2. Stimme)
- seit 2022: Für Jess Bush in Star Trek: Strange New Worlds als Christine Chapel
- 2023: Für Aimee Carrero in The Consultant als Patricia „Patti“
- seit 2023: Für Iantha Richardson in Will Trent als Faith Mitchell
- 2023: Für Mary Elizabeth Winstead in Star Wars: Ahsoka als General Hera Syndulla
- 2023: Für Hedda Stiernstedt in Iris – Die Wahrheit als Kattis

### Videospiele
- 2018: LEGO Die Unglaublichen als ...
- 2018: Assassin’s Creed Odyssey als ...
- 2018: Lego DC Super-Villains als ...
- 2019: Spellforce 3: Soul Harvest als ...
- 2019: Tom Clancy’s Ghost Recon Breakpoint als ...
- 2019: Grid als Kristen
- 2020: Immortals Fenyx Rising als (weibliche) Fenyx
- 2021: Far Cry 6 als ...
- 2021: Assassin’s Creed Valhalla als ...
- 2022: CrossfireX: Operation Spectre als Sonja Liu
- 2022: Gotham Knights als ...
- 2023: Wild Hearts als Natsume
- 2023: Cyberpunk 2077: Phantom Liberty als ...
- 2024: Skull and Bones als ...
- 2024: South Park: Snow Day! als ...
- 2024: Star Wars Outlaws als ...